# 李公主
李公主（韓語：이공주，1980年3月25日—），韩国女子手球运动员。她曾代表韩国国家队参加2004年夏季奥林匹克运动会手球比赛，获得一枚银牌。她也曾参加2006年亚洲运动会。